# Pallacanestro alla XX Universiade - Torneo femminile
Il Torneo di pallacanestro femminile della XX Universiade si è svolto a Palma di Maiorca, Spagna, nel 1999.

## Classifica
| -       | Paese       | Formazione |
| ------- | ----------- | --- |
| Oro     | Spagna      | Delgado · Font · Gallego · García b · García Y · Jordana · Llamas · Peláez · Pons · Sánchez · Villar · Zurro · All.: Vicente Rodríguez                                       |
| Argento | Stati Uniti | Barksdale · Clark · Cooper · Darling · Douglas · Garner · McCain · Miller C · Miller K · Riley · Walker · Wyckoff · All.: Rene Portland                                      |
| Bronzo  | Russia      | Abrosimova · Čugunova · Gavrilova · Gustilina · Karpova · Majorova · Misarova · Osipova · Rachmatulina · Višnjakova · Vodop'janova · Zakaljužnaja · All.: Evgenij Gomel'skij |